# Ty Burrell
Tyler Gerald Burrell (Grants Pass, 22 augustus 1967) is een Amerikaans acteur.
Hij maakte in 2001 zijn filmdebuut als Flemming in Evolution. Inmiddels is hij in meer dan tien verschillende rollen op het witte doek te zien geweest, zoals in de remake Dawn of the Dead als Steve en in The Incredible Hulk als Dr. Leonard Samson.
Behalve in films speelde Burrell in stukken op Broadway, deed hij voice-overwerk, onder andere voor de film Finding Dory, en had hij rollen in verschillende televisieseries, zoals Dr. Oliver Barnes in Out of Practice en Gary Crezyzewski in Back to You.  Het bekendst is hij echter van zijn rol in de komedie Modern Family, waarvoor hij twee Emmy's won. Hij had eenmalige gastrollen in onder meer The West Wing, Law & Order: Special Victims Unit en Damages.
Burrell is sinds 2000 getrouwd. Hij en zijn vrouw hebben twee dochters geadopteerd.

## Filmografie
*Exclusief televisiefilms
- Finding Dory (2016, stem)
- Storks (2016, stem)
- Muppets Most Wanted (2014)
- Fair Game (2010)
- Leaves of Grass (2009)
- The Incredible Hulk (2008)
- National Treasure: Book of Secrets (2007)
- Fur: An Imaginary Portrait of Diane Arbus (2006)
- The Darwin Awards (2006)
- Friends with Money (2006)
- Down in the Valley (2005)
- In Good Company (2004)
- Dawn of the Dead (2004)
- Black Hawk Down (2001)
- Evolution (2001)

## Televisieseries
*Exclusief eenmalige gastrollen
- Modern Family - Phil Dunphy (september 2009 - april 2020)
- Back to You - Gary Crezyzewski (2007-2008, zeventien afleveringen)
- Out of Practice - Dr. Oliver Barnes (2005-2006, twintig afleveringen)